# Gemeinschaft der Augustinusschwestern

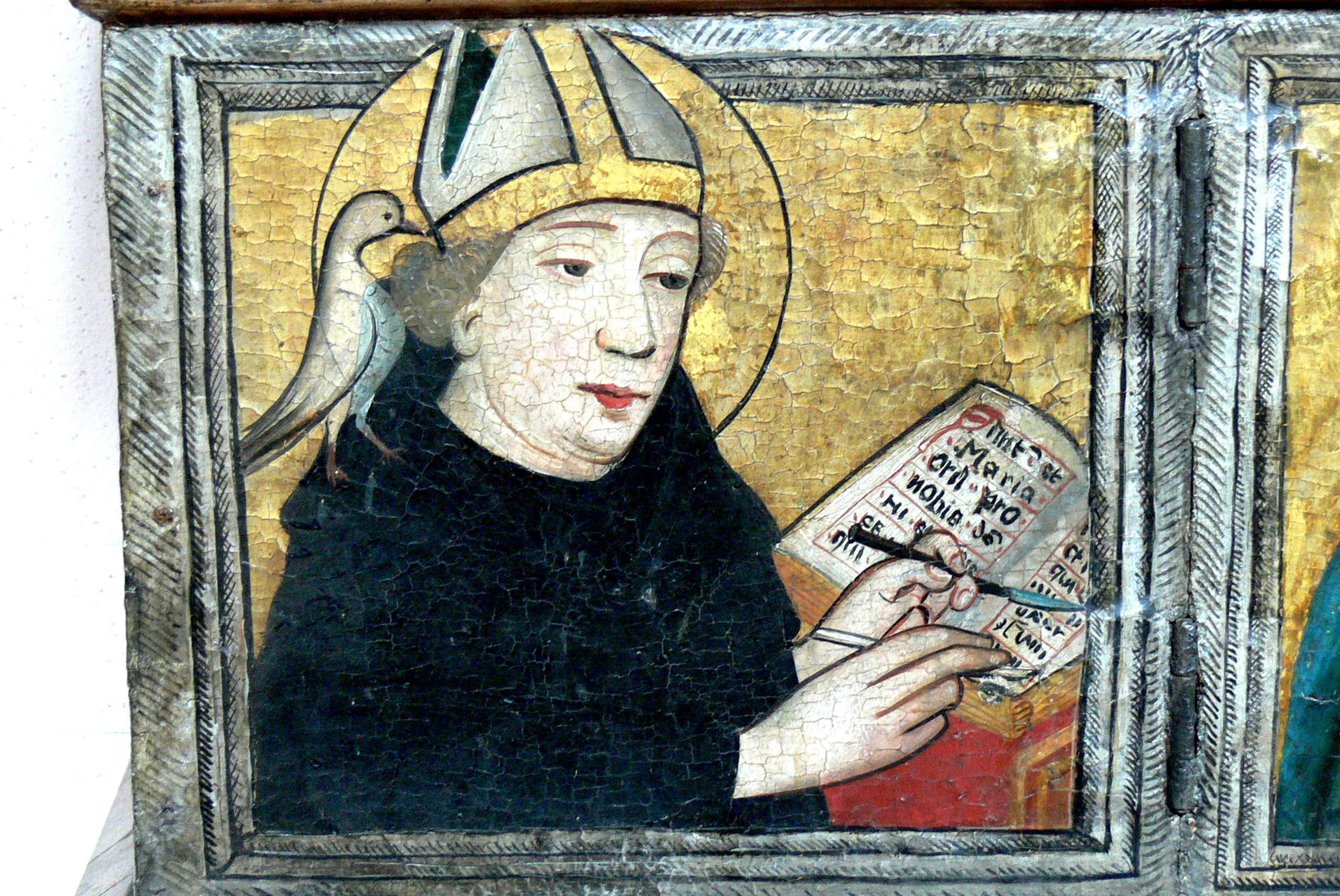
Augustinus als Kirchenlehrer, 1440, Stadtkirche Langenzenn

Die Gemeinschaft der Augustinusschwestern ist eine Frauengemeinschaft nach den Regeln des Heiligen Augustinus von Hippo, die 1940 gegründet wurde. In der Römisch-katholischen Kirche eingebunden ist sie nach kanonischem Recht ein Institut des geweihten Lebens in der Form eines Säkularinstituts. Daneben existiert in Würzburg und auf der Vogelsburg die Gemeinschaft der Augustinerschwestern auch als e.V.

## Geschichte
Am 8. Dezember 1940, mitten im Zweiten Weltkrieg,  gründete Pater Hermenegild Maria Biedermann OSA den „Augustinuskreis“. Seit 1957 waren die Frauen auf der Vogelsburg beheimatet. 1959 wurde die Gemeinschaft als weltlicher „Dritter Orden vom Heiligen Augustinus“ anerkannt und hatte weiterhin das Mutterhaus auf der Vogelsburg, zu der auch die Kirche Mariä Schutz gehört. 1966 wurde das historische Klostergebäude auf der Vogelsburg zum Tagungshaus umgestaltet. Von 1959 bis 1971 waren Mitglieder der Frauengemeinschaft in Bisidimo, Äthiopien zur Betreuung von Leprakranken tätig. Seit 2011 ist die Vogelsburg in den Besitz der Stiftung Juliusspital Würzburg übertragen worden.  „Die Stiftung Juliusspital wird die Vogelsburg als erkennbare Einheit, als Ort der Spiritualität und der Begegnung erhalten, insbesondere auch durch Erhaltung der Gebäude und Fortführung einer lebendigen Liturgie in der Kirche Mariä Schutz.“ Zusätzlich habe sich das Juliusspital verpflichtet, den auf der Vogelsburg lebenden fünf Augustinusschwestern ein Wohnrecht auf Lebenszeit im Konventbau einzuräumen und sie bei Pflegebedürftigkeit zu versorgen. Das aufgewachsene Zentrum am Würzburger Heuchelhof: Das Augustinianum, der historische Zwickerleinshof, ist seit 1998 Mutterhaus der Gemeinschaft.

## Struktur
Das Generalat  in Würzburg  besteht aus gewählten Mitgliedern und unterteilt sich in die Priorin, Subpriorin und dem Schwesternrat. Die geistliche und seelsorgerische Betreuung wird durch einen Ordenspriester des Augustinerordens wahrgenommen. Eine Wohngemeinschaft lebt im Würzburger Zentrum  und der ein kleiner Teil des Konvents auf der Vogelsburg. Der spirituelle Auftrag ist die Feier von Gottesdiensten, die Gemeinschaft bietet einen Ort der Begegnung, für regelmäßige Zusammenkünfte, für Erholung und Einkehr und für altengerechtes Wohnen.

## Geistliche Ausrichtung
Die Frauengemeinschaft folgt der augustinischen Spiritualität und ist vom Leben des hl. Augustinus geprägt. Ihr  Ideal ist: „Ein Herz und eine Seele auf Gott hin“.  Die Mitglieder verpflichten sich für ein Leben in der Gemeinschaft und legen ein religiöses Versprechen ab. Insbesondere zählt das Gebet zum täglichen Leben.
Es werden zwei Lebensformen unterschieden: Der „Äußere Kreis“ bedeutet Leben in Ehe, Familie oder als Einzelperson, der „Innere Kreis“ wird durch die Evangelischen Räte geprägt und bedeutet Leben in Gütergemeinschaft, Ehelosigkeit und Verfügbarkeit. Diese zwei Lebenskreise spiegeln sich im Logo der Gemeinschaft wider: Das brennende Herz des Heiligen Augustinus  und die zwei Kreise, die auf die Bindungsformen hinweisen sollen. 

## Ökologischer Weinbau
Seit 906 ist der Weinbau auf der Vogelsburg beurkundet. 1895 erwarb sie der Würzburger Josef Walter, um eine Ausflugsgaststätte zu errichten. Seine Tochter Philippine unterstützte ihn bei der Errichtung eines zusätzlichen geistlichen und religiösen Zentrums. Sie übertrug die Vogelsburg am 1. Januar 1957 in diesem Sinne an die Gemeinschaft der Augustinusschwestern. 1964 wurde der Wirtschaftsbetrieb auf ökologische Anbauweise umgestellt. Hierbei stand die „Bewahrung der Schöpfung“ im Vordergrund. Am 1. Januar 2011 wurde der Gesamtbesitz Vogelsburg an die Stiftung Juliusspital Würzburg übertragen. Die zum Gebäudekomplex gehörende Gaststätte ist ein beliebtes Ausflugsziel. Das ökologisch wirtschaftende Weingut ist über die Grenzen Unterfrankens bekannt.